# Himno de Extremadura
El Himno de Extremadura es una composición poética y musical cuya letra pertenece a José Rodríguez Pinilla (maestro nacional), con música compuesta por Miguel del Barco Gallego (profesor y director del Conservatorio Superior de Música de Madrid).
Se usa como acompañamiento solemne, para abrir o clausurar los actos institucionales organizados en el ámbito de la comunidad autónoma de Extremadura por los órganos regionales de representación o por las autoridades autonómicas, provinciales o locales.

Nuestras voces se alzan, 
nuestros cielos se llenan 
de banderas, de banderas 
verde, 
blanca 
y negra. 
Extremadura, patria de glorias. 
Extremadura, suelo de historias. 
Extremadura, tierra de encinas. 
Extremadura, libre camina. 
Nuestras voces se alzan, 
nuestros cielos se llenan 
de banderas, de banderas 
verde, 
blanca 
y negra. 
El aire limpio, 
las aguas puras, 
cantemos todos: 
¡Extremadura! 
Gritemos todos en libertad: 
¡Extremadura tierra de paz! 
Nuestras voces se alzan, 
nuestros cielos se llenan 
de banderas, de banderas 
verde, 
blanca 
y negra. 
Extremadura, alma. 
Extremadura, tierra. 
Extremadura de vida llena. 
Nuestras voces se alzan, 
nuestros cielos se llenan 
de banderas, de banderas 
verde, 
blanca 
y negra.